# Haemodracon riebeckii
Haemodracon riebeckii — вид геконоподібних ящірок родини Phyllodactylidae. Ендемік архіпелагу Сокотра в Індійському океані. Вид названий на честь німецького натураліста Еміля Рібека.

## Поширення і екологія
Haemodracon riebeckii мешкають на островах Сокотра і Самха. Вони живуть серед скель, порослих чагарниками, трапляються в печерах і людських поселеннях. Зустрічаються на висоті від 0 до 938 м над рівнем моря. Ведуть нічний спосіб життя, вдень ховаються під камінням і в дуплах дерев. Самиці відкладають яйця.